# Marinus Bee

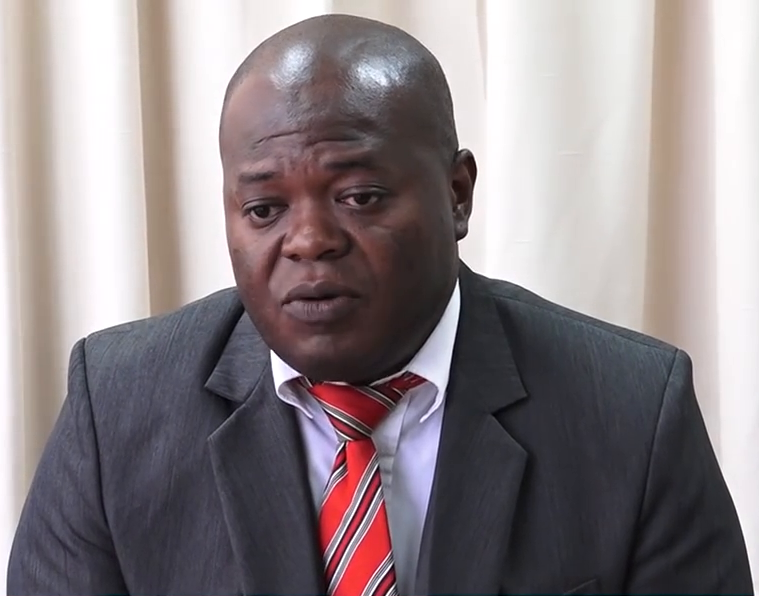

Marinus Bee (* 3. Juli 1971 in Moengo, Suriname) ist ein surinamischer Sportfunktionär, Politiker und seit 2020 Vorsitzender der Nationalversammlung von Suriname (DNA).

## Leben und Wirken
Bee wurde in der Familie als ältestes von vier Kindern in Moengo geboren, wuchs aber in Paramaribo, im Stadtteil Abrabroki auf. Nach eigener Aussage erhielt er eine strenge Erziehung von den Eltern, die ihn aber zurückblickend zu einer selbständigen und erfolgreichen Person gemacht hat.
An der Anton de Kom Universität in Paramaribo schloss er einen Bachelor Grad in Rechtswissenschaften ab. Bee hat außerdem einen Master of Science (M.Sc.) Abschluss.

### Sport
Marinus Bee war unter anderem zehn Jahre lang Vorsitzender des Albina Sportbundes und ist seit 2014 Vorsitzender des Fußballvereins SV Papadam aus Albina.

### Politik
Seit 1998 ist Bee Mitglied der Algemene Bevrijdings- en Ontwikkelingspartij (ABOP). Bereits bei den Parlamentswahlen im Jahre 2000 kandidierte er für die ABOP, war aber nicht erfolgreich. Erst bei den Wahlen am 25. Mai 2010 wurde Marinus Bee für die ABOP Abgeordneter in der Nationalversammlung.
Nachdem er erst Koordinator für die Partei im Distrikt Marowijne war, wurde er 2014 Vorsitzender des Kongresspräsidiums der ABOP.
Nach den Wahlen am 25. Mai 2015 sowie am 25. Mai 2020 wurde er für die ABOP wiedergewählt.
Nachdem Ronnie Brunswijk vom 29. Juni 2020 bis zu seiner Wahl zum Vizepräsidenten von Suriname am 13. Juli 2020 Parlamentsvorsitzender der DNA war, wurde am 14. Juli 2020 Marinus Bee ohne Gegenkandidat per Akklamation zum Nachfolger von Brunswijk als Vorsitzender des Parlaments gewählt und vereidigt.